# Shine (chanson de Years and Years)
Pour les articles homonymes, voir Shine.
Singles de Years and Years
King
(2015)
Shine est un single du groupe britannique Years and Years sorti en juin 2015 extrait de l'album Communion (2015).

## Classements
| Classement (2015)                      | Meilleure position |
| -------------------------------------- | ------------------ |
| Allemagne (Media Control AG)           | 94                 |
| Belgique (Flandre Ultratop 50 Singles) | 26                 |
| Belgique (Wallonie Ultratip 50)        | 13                 |
| Royaume-Uni (UK Singles Chart)         | 2                  |
| Suède (Sverigetopplistan)              | 96                 |
| Suisse (Schweizer Hitparade)           | 71                 |